# Fußball-Bezirksklasse (1933–1945)
Fußball-Bezirksklasse war die Bezeichnung für die zweitklassigen Fußballligen in der Zeit des Nationalsozialismus.
Nach der durch die Gleichschaltung bedingten Auflösung der Regionalverbände 1933 wurden die Mannschaften in anfangs 16 Sportgaue eingeteilt. Als oberste Spielklasse fungierte jeweils eine Gauliga, darunter waren mehrere räumlich kleinere Bezirksklassen angeordnet. Unter den Bezirksklassen folgten die Kreisklassen. Zwischen 1939 und 1940 wurden die Bezirksklassen in 1. Klasse umbenannt, die Kreisklassen hießen fortan 2. Klasse.
Die Kontinuität der regionalen Einteilung der Bezirksklasse war von Gau zu Gau unterschiedlich. So bestanden im Fußballgau Mitte die Bezirksklasse Halle-Merseburg, die Bezirksklasse Magdeburg-Anhalt und die Bezirksklasse Thüringen von 1933 bis 1944, während unter anderem im Fußballgau Pommern die regionale Einteilung und Bezeichnung der Bezirksklassen fast jährlich wechselte.
Die Meister der Bezirksklassen hatten die Möglichkeit, über eine Aufstiegsrunde in die jeweilige erstklassige Gauliga aufzusteigen.

## Übersicht 1933
In der ersten Spielzeit nach Machtübernahme der Nationalsozialisten wurden folgende Bezirksklassen eingerichtet:
- Ostpreußen
  - Fußball-Bezirksklasse Königsberg
  - Fußball-Bezirksklasse Gumbinnen
  - Fußball-Bezirksklasse Allenstein
  - Fußball-Bezirksklasse Danzig-Marienwerder
- Pommern
  - Fußball-Bezirksklasse Pommern Abteilung Ost
  - Fußball-Bezirksklasse Pommern Abteilung Süd
  - Fußball-Bezirksklasse Pommern Abteilung West
- Berlin-Brandenburg
  - Fußball-Bezirksklasse Berlin-Potsdam
  - Fußball-Bezirksklasse Frankfurt (Oder)/Lausitz
- Schlesien
  - Fußball-Bezirksklasse Niederschlesien
  - Fußball-Bezirksklasse Mittelschlesien
  - Fußball-Bezirksklasse Oberschlesien
- Sachsen
  - Fußball-Bezirksklasse Leipzig
  - Fußball-Bezirksklasse Plauen-Zwickau
  - Fußball-Bezirksklasse Chemnitz
  - Fußball-Bezirksklasse Dresden-Bautzen
- Mitte
  - Fußball-Bezirksklasse Halle-Merseburg
  - Fußball-Bezirksklasse Magdeburg-Anhalt
  - Fußball-Bezirksklasse Thüringen
- Nordmark
  - Fußball-Bezirksklasse Schleswig-Holstein
  - Fußball-Bezirksklasse Lübeck-Mecklenburg (Staffeln: West, Ost)
  - Fußball-Bezirksklasse Groß-Hamburg (Staffeln: Hammonia, Hansa)
- Niedersachsen
  - Fußball-Bezirksklasse Bremen-Nord
  - Fußball-Bezirksklasse Bremen-Süd (Osnabrück)
  - Fußball-Bezirksklasse Hannover-Nord
  - Fußball-Bezirksklasse Hannover-Süd
  - Fußball-Bezirksklasse Braunschweig-Nord
  - Fußball-Bezirksklasse Braunschweig-Süd
- Westfalen
  - Fußball-Bezirksklasse Industriebezirk
  - Fußball-Bezirksklasse Münster
  - Fußball-Bezirksklasse Arnsberg
  - Fußball-Bezirksklasse Minden
- Niederrhein
  - Fußball-Bezirksklasse Niederrhein Gruppe 1
  - Fußball-Bezirksklasse Niederrhein Gruppe 2
  - Fußball-Bezirksklasse Niederrhein Gruppe 3
  - Fußball-Bezirksklasse Niederrhein Gruppe 4
- Mittelrhein
  - Fußball-Bezirksklasse Mittelrhein Gruppe 1
  - Fußball-Bezirksklasse Mittelrhein Gruppe 2
  - Fußball-Bezirksklasse Mittelrhein Gruppe 3
  - Fußball-Bezirksklasse Mittelrhein Gruppe 4
- Hessen
  - n. a.
- Südwest
  - Fußball-Bezirksklasse Groß-Frankfurt
  - Fußball-Bezirksklasse Main-Taunus
  - Fußball-Bezirksklasse Rheinhessen
  - Fußball-Bezirksklasse Saar
  - Fußball-Bezirksklasse Südhessen
  - Fußball-Bezirksklasse Vorderpfalz
- Baden
  - Fußball-Bezirksklasse Unterbaden
  - Fußball-Bezirksklasse Mittelbaden
  - Fußball-Bezirksklasse Oberbaden
- Württemberg
  - Fußball-Bezirksklasse Württemberg Staffel West
  - Fußball-Bezirksklasse Württemberg Staffel Süd
  - Fußball-Bezirksklasse Württemberg Staffel Ost
- Bayern
  - Fußball-Bezirksklasse Niederbayern
  - Fußball-Bezirksklasse Oberbayern
  - Fußball-Bezirksklasse Oberfranken
  - Fußball-Bezirksklasse Mittelfranken
  - Fußball-Bezirksklasse Unterfranken
  - Fußball-Bezirksklasse Schwaben